# Просветов, Пётр Данилович
Пётр Данилович Просветов (1917—1993) — участник Великой Отечественной войны, штурман эскадрильи 23-го гвардейского авиационного полка (53-я авиационная дивизия, 4-й гвардейский авиационный корпус, АДД), гвардии старший лейтенант. Герой Советского Союза (1945).

## Биография
Родился 19 августа 1917 года в селе Верхний Икорец (ныне — Бобровского района Воронежской области).
Начальную школу окончил в Юдановке, семилетку в Боброве, химико-технологический техникум — в городе Грязи. Работал техником на спиртовом заводе в Кабардино-Балкарской АССР. В 1934 году вступил в комсомол, с января 1940 года — член ВКП(б)/КПСС.
В 1939 году добровольцем пошел в Красную Армию и, окончив военное авиационное училище, стал штурманом. Участник Великой Отечественной войны с июня 1941 года.
Пётр Просветов к ноябрю 1944 года совершил 290 боевых вылетов на бомбардировку железнодорожных узлов, скоплений живой силы и техники противника, фотографирование вражеских объектов.
После войны Просветов служил в Советской Армии. С 1955 года подполковник П. Д. Просветов — в запасе. В 1964 году окончил педагогический институт, жил в городе Сочи.
Умер в 1993 году. Похоронен на Сочинском городском кладбище.
В 2002 году его дочь Татьяна Просветова опубликовала информацию, что хотя Пётр Данилович по анкетным данным числился русским, на самом деле был по происхождению еврей.

## Награды
- 29 июня 1945 года получил звание Герой Советского Союза.
- Просветов награждён также орденами Ленина, Красного Знамени, двумя орденами Отечественной войны I степени, тремя орденами Красной Звезды и медалями.